# 亚当·沙拉拉

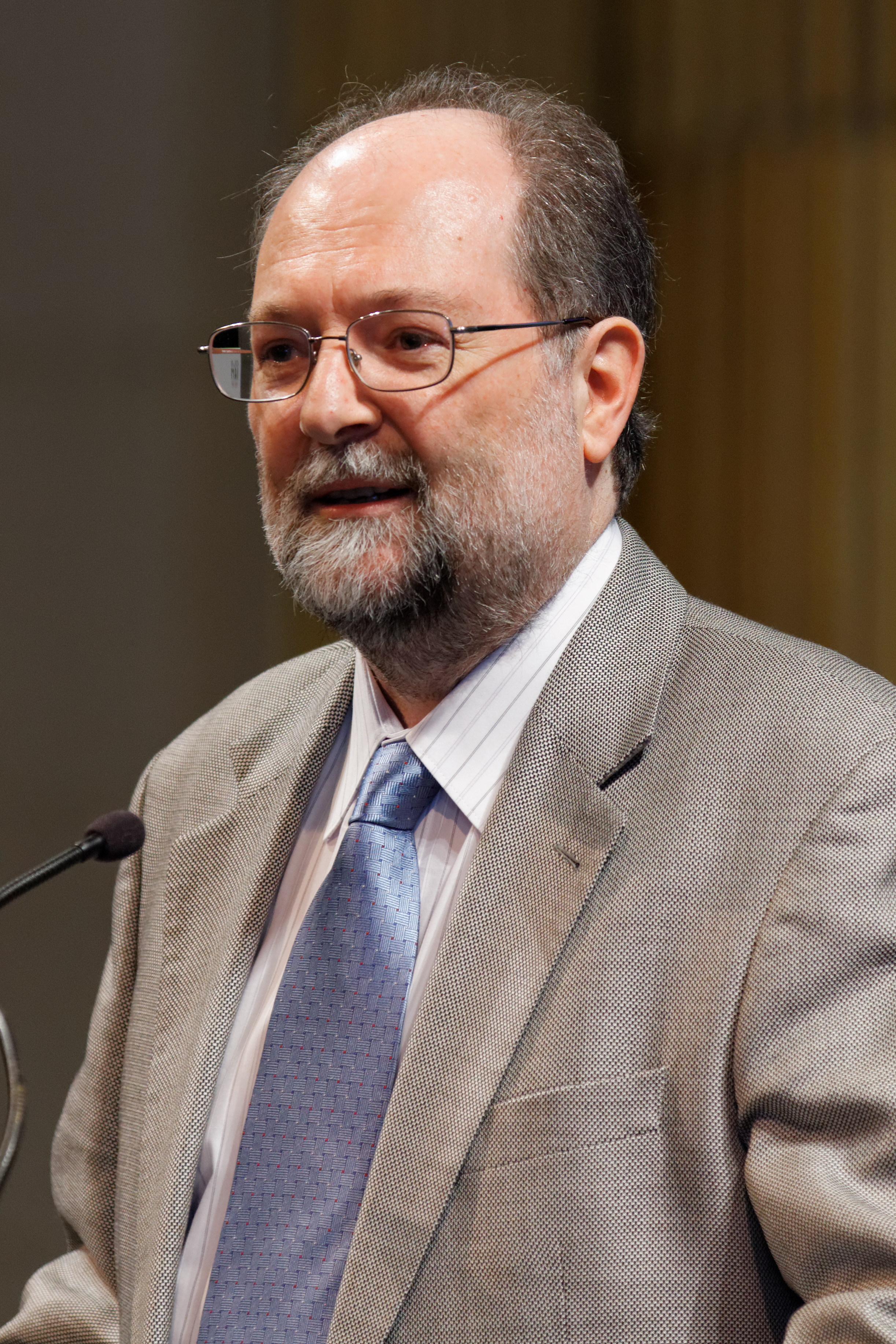
2013年

亚当·沙拉拉（Adham Sharara，1953年3月24日—）是一名加拿大体育人物，生于开罗。1999年至2014年担任国际乒联主席。
2014年4月28日在东京当选新设立的职位—"Chairman of the ITTF"。
2019年国际乒联宣布发现他在任期内违反职责，被停权四年。